# Heteropoda sartrix
Heteropoda sartrix är en spindelart som först beskrevs av Ludwig Carl Christian Koch 1865.  Heteropoda sartrix ingår i släktet Heteropoda och familjen jättekrabbspindlar. Inga underarter finns listade i Catalogue of Life.